# Have It All
Have It All – czwarty i ostatni singel z płyty One by One rockowego zespołu Foo Fighters. Na B-stronie tego singla znalazł się cover Prince'a pod tytułem Darling Nikki.

## Lista utworów
1. "Have It All"
2. "Darling Nikki"
3. "Disenchanted Lullaby (live, acoustic Radio1 UK, 2003)"

## Miejsca na listach przebojów
| Rok  | Single        | Lista                     | Pozycja |
| ---- | ------------- | ------------------------- | ------- |
| 2003 | Have It All   | Official UK Singles Chart | No. 37  |
| 2004 | Darling Nikki | Modern Rock Tracks chart  | No. 15  |